# フジケン (テレビ番組)
フジケンとは、EXエンタテイメントで2004年10月9日から2010年まで生で放送されていたバラエティ番組。

## 出演
- FUJIWARA
- 2丁拳銃
- 綾部祐二

## ゲスト
- ほっしゃん。(第3回)
- あべこうじ(第4回)
- ハイキングウォーキング(第4回)
- 山本吉貴（チャイルドマシーン）(第6回)、(第15回FUJIWARAの代理で登場)
- ニブンノゴ!(第6回)、(第15回)
- ピース(第10回)
- 宮川大輔(第12回)
- タカアンドトシ(第13回)
- COWCOW(第17回)、(第20回FUJIWARAの代理で登場)、(第28回2丁拳銃の代理で登場)
- 野性爆弾
- Bコース
- 椿鬼奴
- 渡辺直美
- 東京ダイナマイト　など

## 内容
- フリートークと視聴者からの投稿を主体としたラジオ番組的要素をもつテレビ番組。
- 2時間の生放送ということで藤本の自由なボケや言動がそのまま放送されるため

東京進出後の「吉本超合金の頃のほうが面白かった」というファンの声を一蹴する内容になっている。
また藤本の自由なボケに瞬時に反応しつっこむ原西とのやりとりを目の当たりにしたピース綾部は
あまりに早すぎるボケとツッコミの応酬を「悟空とベジータの闘い」と表現し、度肝を抜かれている。
- 「フジケン」だけでは寂しいと小堀の提案で視聴者からサブタイトルを募集を行い「すっぱだか牧場」に決定した。

しかしその後、過去に後輩芸人の番組ですっぱだか牧場と言う番組が存在していたことが判明しサブタイトルは消滅した。
- 「フジケンは一組なら別仕事を選んで休んでもかまわない」という契約があるらしい。

過去に数回、一方のコンビが他の仕事で欠席しているが一度だけ、両コンビが欠席してしまう事態が発生した。
その際はピース綾部や*出雲阿国、フジケンに縁のある若手を集めて視聴者からのクレームを受ける放送となった。
また、2008年には収録中に藤本が同時刻にやっていたCXの27時間テレビの出演のため途中から抜け出したこともある。
- 2007年9月9日放送 第68回にて「まさかのフリートークだけで2時間SP」を行った。

これは前々回に視聴者から番組の批評を募集した所、番組後半の若手芸人コーナー不要論がほとんどを占めていたため
FUJIWARAと2丁拳銃のトークだけやればいいんでしょ?とスタッフが企画した。
- 定期的に総集編が放送されているが視聴者参加型番組なのに若手をゲストに呼んだ企画だけを放送し、視聴者参加コーナーを一切放送しないため

視聴者からの評判は芳しくないが、原西のギャグコーナーで発表されたギャグを一気に流すことに関しては好評である。
- 毎年恒例の企画として「フジケン2時間TV」「フジケンサンタ」といった地上波の人気特番のパクリ企画が行われる。

2009年放送の「フジケン2時間TV」は失踪した修士の兄貴の目撃談を「唇が厚い」という情報だけで募集し、
「ピンクの分厚い唇、色白、毛が三本」というメールが特に多数寄せられ「それはオバQや！」と修士はキレ続けたが
「絵画が下にスライドしてお兄さんが出てきた」と言うメールに「それは西川のりお師匠のオバQや！」と笑い崩れ落ちた。
2010年の放送ではですよ。がマラソンランナーとして登場、番組終了間際に酒を飲みながらスタジオにゆっくり走ってきた。
スタジオ到着後、持ちネタを披露したが新ネタではなく「新ネタちゃうんかい！」と藤本たちに呆れられていた。
- 毎年、視聴者観覧の公開生放送が行われている。

FUJIWARA、2丁拳銃を間近に見られて嬉しいという声以外に熱狂的FUJIWARAファンの「池内さん」にあえて嬉しいという人も多い。
（「池内さん」とは、大阪在住の昔からのフジモンファンであり、現在も追っかけをしており数々の伝説を残している、藤本も番組内でツアーや出待ちの際の池内さんの様子をネタとして披露することがある）
毎回のように参加しているので原西から「自分は当選して当たり前とか思うなよ！」と突っ込まれている。
2010年に行われた公開生放送で、カメラマンが貧血で倒れるというハプニングが発生し現場の空気が固まるが
その後FUJIWARAがケンカを始め「カメラマンみたいに倒れろ！」と原西が叫び、藤本が原西に倒れかかるというボケを行い
2丁拳銃が「そのボケやめろ！」と苦笑いでツッコミ、お客さんを爆笑させ場を盛り上げた。
- 2010年9月11日放送 第137回において2時間にわたり藤本の結婚報告スペシャルが放送された。

原西曰く「フジケン史上、最も重要な回」に2丁拳銃は小堀の絵本を題材にした舞台のリハーサル、衣装合わせで欠席。
代役としてピースが参加し藤本へ結婚会見やプロポーズ、プライベートなどの質問を行い番組を盛り上げた。
2丁拳銃の修士は2010年9月25日放送 第138回放送で「こうやってレールから外れていくんでしょうね」と凹んでいた。
さらに小堀が藤本の結婚報道以降、藤本に祝電を入れておらず藤本は「10年以上の付き合いやのに寂しいわ」と嘆いた。
- 2010年から新メンバーとしてピースの綾部祐二が加入。

う〇こ好きであるという疑惑が指摘されて以降、綾部が登場する度にう〇こネタがメンバーから連発されるようになった。
台本にすらセリフとしてう〇こネタが記載されており（う〇こテレビの司会、ウ〇コスタンド2010、キングオブウ〇コ2010等）
視聴者の電話コーナーで素人からも「う〇こを食べる人」といじられ、ゲストで来ていた相方の又吉に「コイツう〇こ食うんですか？」と驚かれた。
また出待ちをしていた女の子に「本当にう〇こが好きなんですか？」と真顔で質問され絶句したと綾部は語っている。
- 2丁拳銃小堀の無礼、残念なエピソードが毎回のように暴露されオープニングで藤本に怒られ原西や修士は呆れている。
- フジケンを見ている吉本芸人も多く、千原ジュニアからファックスが届き小堀に無茶振りを要求したり

中川家礼二が小堀の無礼なエピソードなどに激怒し、劇場の楽屋で説教をしたりしている。

## コーナー
- 祝！フジケン第○○○回記念！

番組後半で毎回行われる若手芸人出演企画、FUJIWARAと2丁拳銃だけで企画が行われる事もある
- 夜の替え歌ヒットスタジオ

毎回違う楽曲で替え歌を発表する視聴者参加の人気コーナー
公開生放送でも行われたが女性客が多い上、下ネタだらけのため「客入れてやったらアカン」と藤本ですら苦笑いした。
- 〇〇ありそう発表会！

毎回違うテーマで視聴者から送られてきたあるあるネタを発表する
- ギャグ駆け込み寺

原西孝幸が毎回視聴者のお悩みを解決する新ギャグを披露する
- メールテーマ

オープニングトークから出たワードからお題を決め、視聴者からエピソードを募集
「池内さん」はこのコーナーの常連で毎回メールを読まれ、毎回FUJIWARAの厳しいツッコミが入る
「池内さん」は芸人として活動していた事があり、原西は「ツッコまれておいしいと思ってるのが腹立つ」と発言している。
事情を知らない若手芸人は素人にするツッコミではないと驚き、その度に事情を説明している。

## 終了したコーナー
- プレゼント!!

視聴者参加の人気コーナー。JITTERIN'JINNの「プレゼント」の替え歌コーナー。
当初はこんなプレゼントいらない、というようなネタが多かったが回を重ねるごとに下ネタやブスネタ、ハゲネタが増えた。
年に1度投稿職人等でネタを競い合う「P-1GP」が行われていた。
- ギャグ陰陽師・原西

初回放送から行われている人気コーナー。
視聴者からの悩みを原西がギャグで成仏させる、毎回新作ギャグを3本公開している。
当初は素人が考えたが滑ったギャグを原西がアレンジして成仏させるという企画であった。
- むにゃむにゃ寝言

小堀提案の視聴者参加コーナー。FUJIWARAと2丁拳銃修士が寝たフリをして視聴者から送られてきた寝言を言う。
小堀の笑いのセンスでおもしろかったネタが選ばれるため、爆笑をとったネタでもスルーされる事が多い。
- 真っ赤な嘘迷信

ウソ丸出しの迷信を、かなり低めのトーンで披露する視聴者投稿コーナー。
時には、顔芸に終始することも多々あり。
ネタ後には“世にも奇妙な”のテーマがフェードアウトで流される。
- 修士の兄貴目撃談

失踪した修士のお兄さんの目撃談を募集
送られてきたメールのほとんどが唇の分厚い漫画キャラなどであった
（2010年、お兄さんは無事に実家へ帰ってきている）
- しょーもない替え歌塾
- フジモンの行列のできる競馬情報屋
- よしもと！若手ののど自慢
- 深夜の生電話相談室
- 深層心理すっぱだか研究所
- セクシーボイス選手権!!
- 週替わり当番企画
- 乙女のお部屋生中継
- バックアップフジケン（この企画は1度も行われていない）
- 笑撃のスクープ！（この企画は1度も行われていない）
- フジケンック25（アタック25の丸パクリ企画）